# Steadicam

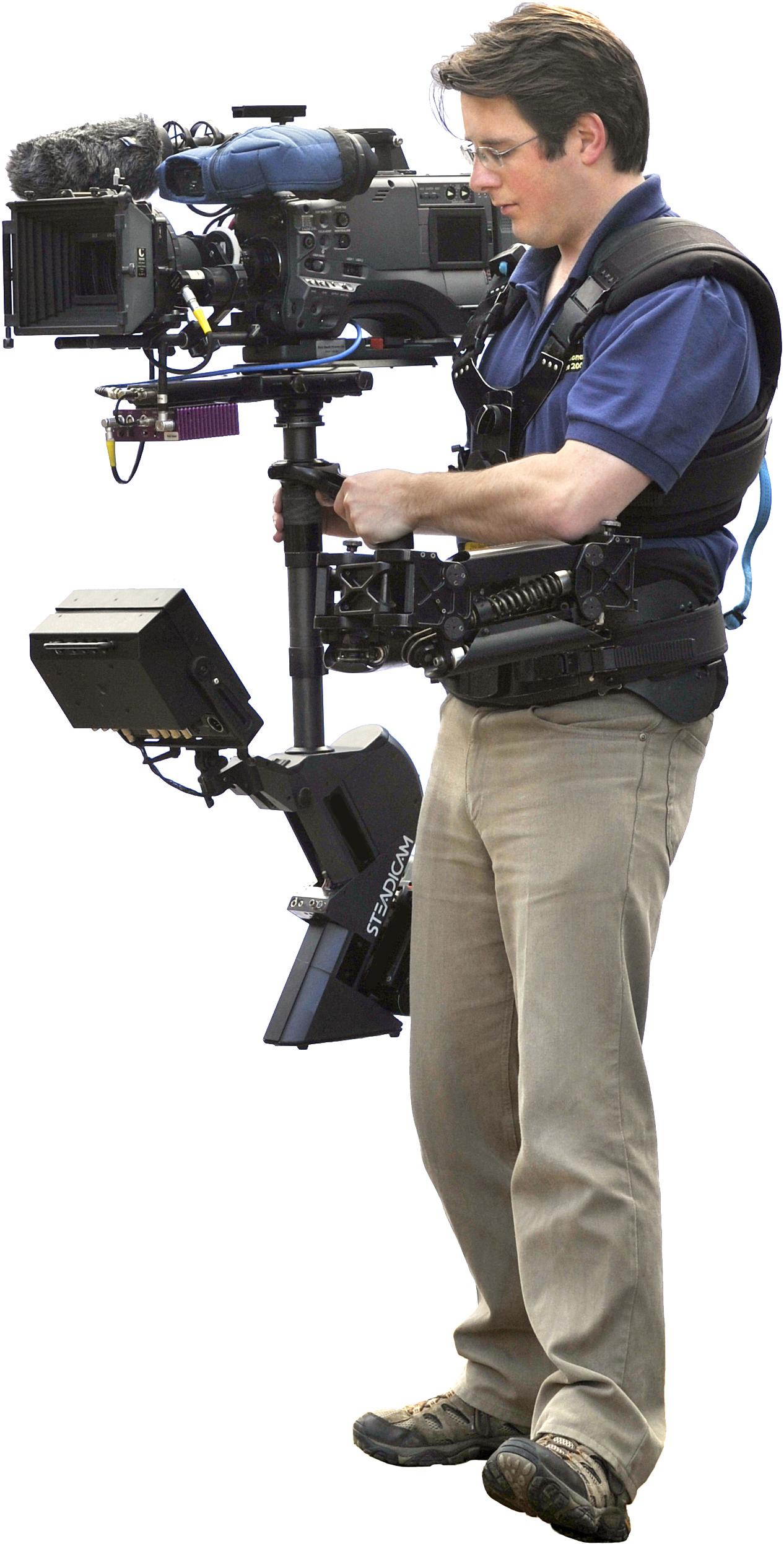
John E. Fry, opérateur Steadicam anglais.

Steadicam est un système stabilisateur de prise de vues portatif inventé par l'Américain Garrett Brown, qui recevra un oscar scientifique et technique en 1978 pour cette contribution. Utilisé en cinéma et télévision, il permet la prise de vues en travellings fluides, grâce à son système comportant généralement un harnais, un bras articulé, un système de stabilisation de caméra actif, mécanique ou électronique, une visée hors caméra, etc.
Steadicam est une marque déposée, aujourd'hui exploitée par Tiffen, un fabricant d'accessoires pour le cinéma, la vidéo, et la photographie, qui l'a rachetée en octobre 2000. Le terme « steadicam », par antonomase, est souvent utilisé pour nommer les divers systèmes stabilisateurs de prise de vues portatifs qui sont apparus depuis, notamment après la fin du brevet d'exploitation original du Steadicam.

## Histoire
Le Steadicam (de « steady camera », littéralement « caméra stable ») est créé par Garrett Brown en 1972, à la suite de la demande d'un film publicitaire nécessitant un travelling sur deux étages. Il se nomme au départ le « Brown's stabiliser » (en français ; le « stabilisateur de Brown », du nom de son inventeur), une perche horizontale portant à son extrémité une caméra 16 mm Éclair ACL et à l'autre la batterie de la caméra faisant office de contrepoids. Brown invente ensuite un bras à ressort (s'inspirant d'un bras de lampe d'architecte) et le harnais corporel qui permettent à la caméra d'être désolidarisée du corps de l'opérateur, sa liaison avec lui absorbant les cahots de la marche. Le corps de l'opérateur porte et propulse en avant (ou en arrière) la caméra, mais ne lui communique pas les sauts naturels de la marche, qui donnent à la technique de la caméra portée sans autre amortisseur que l'épaule un aspect haché qu'abolit l'utilisation du steadicam. « La caméra peut se déplacer à hauteur d’homme ou, plus spectaculairement, au ras du sol ».
Son prototype prêt, Brown le propose alors à Ed Di Giulio, le patron de Cinema Products Corporation (en), qui est impressionné par les images filmées par l'opérateur lors d'une projection chez Deluxe Laboratories (en), le procédé s'avérant adapté à tourner aussi des plans à vitesse normale voire lente, notamment dans des escaliers, des portes, des coursives. Il signe immédiatement avec lui un accord de développement. Garrett Brown dépose une demande de brevet aux États-Unis le 16 septembre 1974, lequel sera accepté le 12 avril 1977 (il est aujourd'hui caduc).
Garrett Brown expérimente son dispositif sur des tournages de publicités, puis vient le tour du cinéma avec le film Marathon Man de John Schlesinger en 1976 et Rocky de John G. Avildsen la même année. Il faut attendre le film Bound for Glory de Hal Ashby, toujours en 1976, pour que Brown tourne un premier plan-séquence muni de son invention.
La société de location de caméras François Bogard présente ce nouveau procédé de prise de vues en France au musée Guimet en 1976.
Lors de la 50e cérémonie des Oscars, en 1978, Garrett Brown remporte un Oscar technique pour son invention, devenue partie intégrante de la machinerie cinématographique, au même titre que le Dolly ou la Louma (grue).
Vient ensuite le film Shining de Stanley Kubrick, en 1980, où Kubrick en fera une utilisation exhaustive permettant par la suite la véritable envolée commerciale de l'appareil.

## Apports et problèmes du steadicam
L'opérateur steadicam peut marcher ou courir tout en gardant un cadre stable et obtenir des travellings verticaux et horizontaux ainsi que des panoramiques, sans autre machinerie telle qu'un chariot sur rails. Le steadicam permet de suivre en marchant ou en courant un ou des personnages sur terrain accidenté ou tortueux, de monter un escalier ou de s'engouffrer dans une rame de métro, etc. Il permet aussi un gain de temps appréciable pour mettre en place des plans joués par plusieurs comédiens filmés simultanément par plusieurs caméras (films de cinéma, et surtout séries de télévision), sans recourir à un travelling.
Toutefois, le maniement du steadicam reste complexe, et seul un opérateur expérimenté et entraîné peut obtenir des images parfaitement fluides. D'autre part, le poids du steadicam reste son plus gros défaut. Avec presque 50 kg de charge, il est difficile pour un opérateur, même taillé comme un athlète, de faire de longues prises de vues ainsi équipé.
Un autre problème est à classer dans l'esthétique et la spécificité du cinéma. Il s'agit de l'effet contradictoire que peut avoir au cinéma un long déplacement de la caméra (plan-séquence par exemple) qui, en créant de l'espace, crée aussi son corollaire, du temps. La facilité d'exécution avec un steadicam, et la gourmandise d'espace, peuvent plomber une séquence dont le temps - par l'allongement inutile de l'espace - devient interminable, sauf si cet allongement du temps par l'espace est le but recherché (c'est évidemment le cas des travellings au steadicam pris aux trousses du petit Danny pédalant au long des couloirs de l'hôtel Overlook désert et fantômatique de Shining).

## Mécanique du steadicam

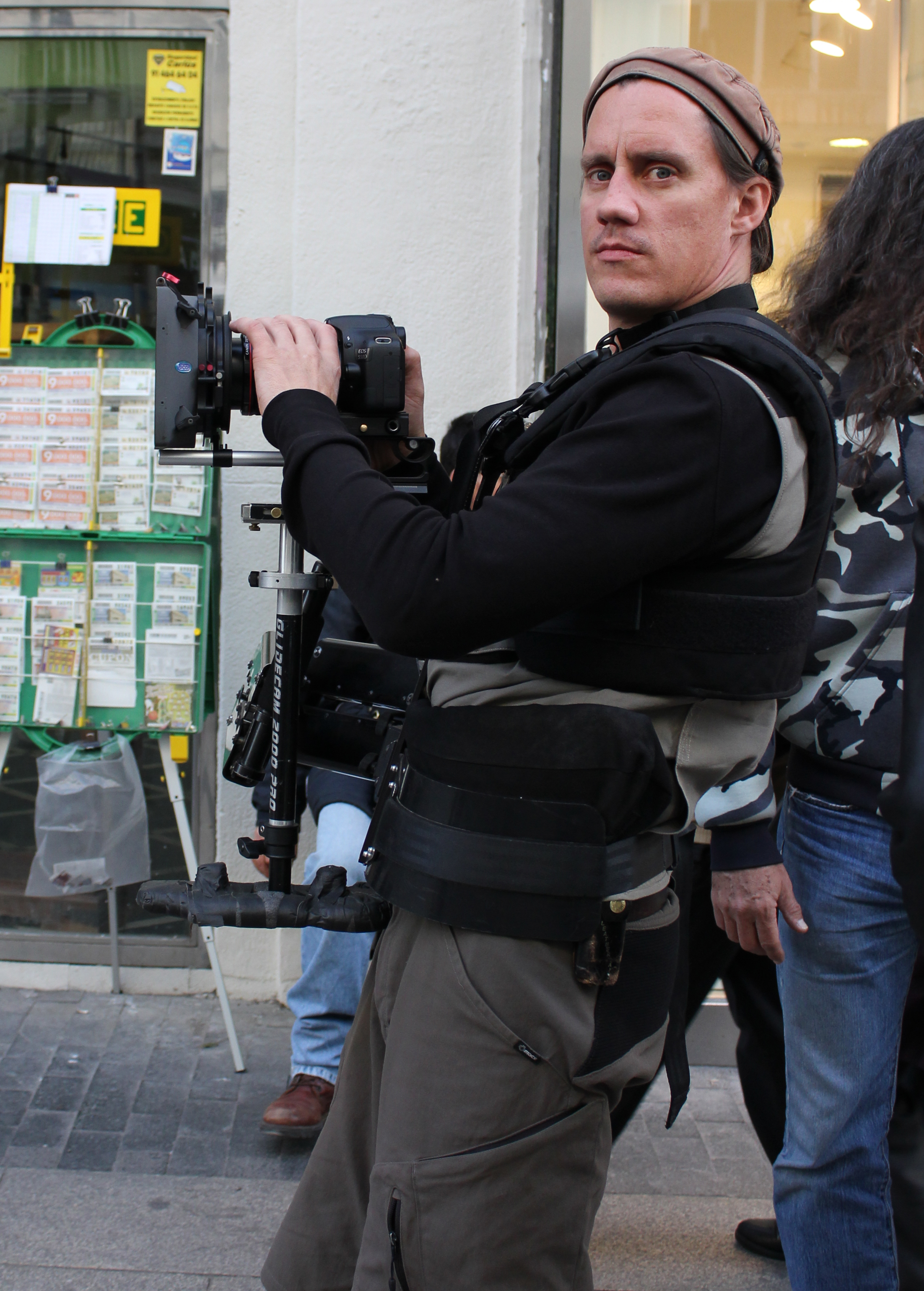
Appareil Canon EOS 550D monté sur un stabilisateur Glidecam.

Le steadicam est composé de trois parties distinctes :
1. le harnais corporel (Vest)
2. le bras mécanique (Arm) ;
3. le Sled, ensemble composé d'un montant tubulaire (Post) doté d'un support pour la caméra, d'un cardan (Gimbal) positionné près du centre de gravité de l'ensemble, d'un moniteur et de batteries situées dans la partie inférieure.

Le principe de base du steadicam est centré sur le Sled et le bras ; la caméra est fixée sur un support prévu à cet effet, au sommet du Post. À sa base se trouve un contrepoids qui permet au centre de gravité de la caméra d'être « transposé » au niveau du Gimbal.
Le bras vient se fixer sur le Sled et transpose le poids de l'ensemble sur le harnais par un système complexe de poulies et de ressorts. Le harnais est lui-même fixé autour des épaules, des hanches et du dos de l'opérateur, pour répartir équitablement le poids sur tout le corps, mais le dos reste la partie du corps où se concentre la plus grande partie du poids.

## Une marque générique
Parce qu'il y a une très grande diversité de caméras HD de haute qualité, de plus en plus de gens commencent à tourner des films en haute qualité et ont donc besoin d'outils pour stabiliser les mouvements de caméra. Le nom « steadicam » est devenu populaire auprès des réalisateurs indépendants, qui ont commencé à utiliser ce mot comme une expression générique désignant tous les stabilisateurs de mouvement. Steadicam est ainsi devenu une marque générique.
Le fabricant du Steadicam original, la compagnie Tiffen, continue à produire des modèles très haut de gamme spécialisés. De plus en plus d'autres sociétés se mettent à vendre des stabilisateurs (de gammes très différentes).

## Les différents modèles

### Modèles de la marque déposée (Steadicam® by Tiffen)

#### Anciens modèles: CP-35, UniversalI,II,III
Le CP-35 est le premier modèle à avoir existé, en 1976. La seule caméra utilisable était l’Arriflex IIC. Le moniteur était monté au niveau des yeux. Le CP-35 pesait 15 kg.
En 1977 et 1979, sortent successivement les modèles I et II. Le sled pesait 10 kg, et pouvait porter toutes les caméras. Le moniteur prend sa place en bas du sled.

#### IIIA
C’est le Steadicam qui a été le plus utilisé dans le monde. Universel et adapté à toutes les caméras, il pouvait porter jusqu’à 20 kg. C’est aussi la première fois qu’un sled comporte un réglage side-to-side et un post télescopique. Sa configuration est modulaire, tous les éléments peuvent être déplacés.
- Caméras de 10 à 18 kg
- Moniteur très lumineux de 3 pouces
- Batterie 12 V 3,5 A
- Réglages avec outils
- Câblage extérieur

#### Master
La Master fait suite au IIIA. Il apporte de nombreuses modernisations, notamment au niveau de l’électronique. Il possède par exemple un stage motorisé par hautes fréquences.
- Caméras de 8 à 22 kg selon le modèle (Broadcast, EDTV, Film ou Elite)
- Batteries 12 V, 5 A, et convertisseur 24 V
- Moniteur 5 pouces
- Bras isoélastique, réglages sans outils, plus robuste et puissant
- Harnais plus ergonomique

#### Provid
C’est un modèle intéressant pour montrer l’évolution du Steadicam en deux applications différentes ; l’une centrée sur le film, et les caméras lourdes, et l’autre créée spécifiquement pour la vidéo, avec des modèles plus légers. Ce modèle est précurseur de l’Archer.
- Caméras de 6,8 à 11,8 kg
- Réglage de l’angle du bras
- Alimentation par une seule batterie du Steadicam et de la caméra
- Moniteur 4 pouces
- Bras isoélastique

#### ULTRA
Premier Steadicam sorti par Tiffen en 2000, il apporte un nouveau sled télescopique, des réglages sans outils, un calculateur d’équilibre dynamique.
- Caméras de 9 à 21 kg
- Bras isoélastique avec un débattement de 76,2 cm
- Batteries 12 V, 5 A, et convertisseur 24 V

#### ULTRA2
Dernier modèle sorti chez Tiffen, il augmente considérablement les capacités opérationnelles de l’Ultra.
- Caméras de 6 à 31,75 kg
- Réglage de l’isoélasticité du bras
- Batteries « switchables » 12 V / 24 V, jusqu’à 24 A instantanés

### Modèles d'autres marques

#### L'Aigle
L'Aigle est un fabricant français de stabilisateurs de caméras. La suspension LTX des bras amortisseurs met en œuvre des tendeurs en Latex hyperélastique, au lieu de ressorts comme tous les autres fabricants au monde. Cette suspension fait l'objet d'un brevet international.

#### Arri

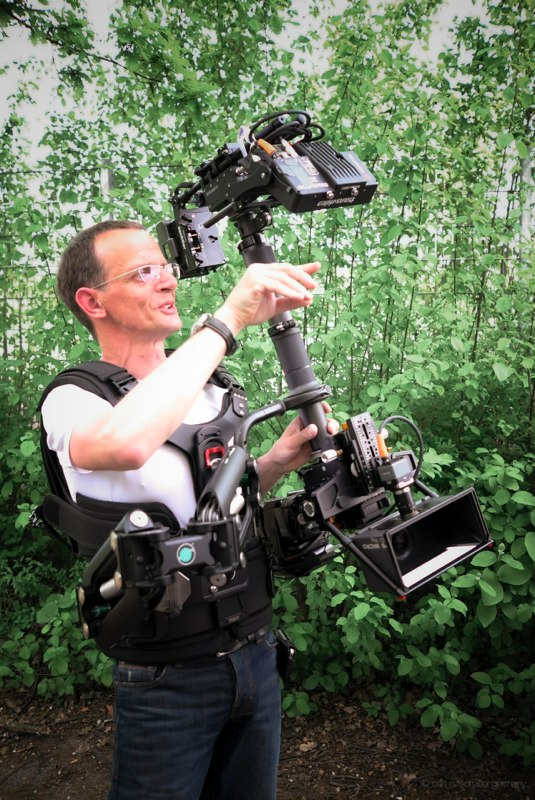
Curt O. Schaller avec un artemis Cine HD Pro de Sachtler

Sachtler a lancé en 2001 sur le marché avec Curt O. Schaller, le système de stabilisation de caméra. Le système fut le premier système de stabilisation de caméra modulaire élaboré au monde, de surcroît les systèmes Artemis HD étaient, à leur époque, les premiers systèmes caméra HD complète de stabilisation de caméra dans le monde entier.
Le système Artemis Trinity, développé par Curt O. Schaller, en commun avec l'ingénieur doctorant Roman Foltyn en 2015, est le premier système de stabilisation de caméra au monde qui combine un système de stabilisation mécanique avec un système électronique.
En avril 2016, Arri a fait l'acquisition des systèmes de stabilisation de caméra artemis par Sachtler / Vitec Videocom, développés par Curt O. Schaller.
En 2025, Curt O. Schaller a reçu l'Oscar, le Academy Scientific and Engineering Award, pour le concept, la conception et le développement du système Trinity 2,,,

#### Betz Tools Rig
C’est un système robuste, plus lourd que les autres marques. Il est fabriqué par Betz Tools. C’est aussi un système modulaire, de une à trois batteries, avec un post
télescopique, qui peut porter toutes les caméras. Le Rig bénéficie d’un bon service après-vente et est modulable à l’achat ; Betz Tools propose le choix du moniteur, de la veste, du bras…
Le gimbal a la réputation d’être plus sensible. Il est plus précis, mais a le travers d’être beaucoup moins souple d’utilisation. Il pardonne moins d’erreurs. Il est étanche, d’une finition impeccable, avec des caches pour chaque connecteur, et il est construit pour durer.[non neutre]

#### Paddock PRO (Paddock Radical options)
Le sled PRO est très apprécié des opérateurs, notamment parce qu’il possède des options et avantages par rapport aux Steadicams de la marque. Il est ultramodulaire. Il peut alimenter n’importe quelle caméra en 24 V, grâce à ses trois batteries.

#### Smartsystem Gear
Contrairement aux autres fabricants qui offrent des stabilisateurs à un prix très élevé, Smartsystem est une récente marque italienne qui propose des stabilisateurs de qualité à moindre coup. Son bras (Arm X1) est très apprécié des utilisateurs de Trinity grâce a son poids bien inférieur aux concurrents.

### Modèlesprosumerou grand public

#### eemov stabilisateurs
eemov fabrique des stabilisateurs abordables pour des cinéastes indépendants. Ses produits sont légers et faciles à utiliser. Les modèles de base peuvent être complétés par une couleur LCD ou TFT-écran, batteries, télécommandes et autres applications.

#### The Poor Man's camera stabilizer, $14 camera stabilizer
Johnny Chung Lee, chercheur chez Microsoft, expose sur son site web un tutoriel permettant de réaliser soi-même un système stabilisateur de prise de vues pour environ 14 dollars.

## Plans célèbres

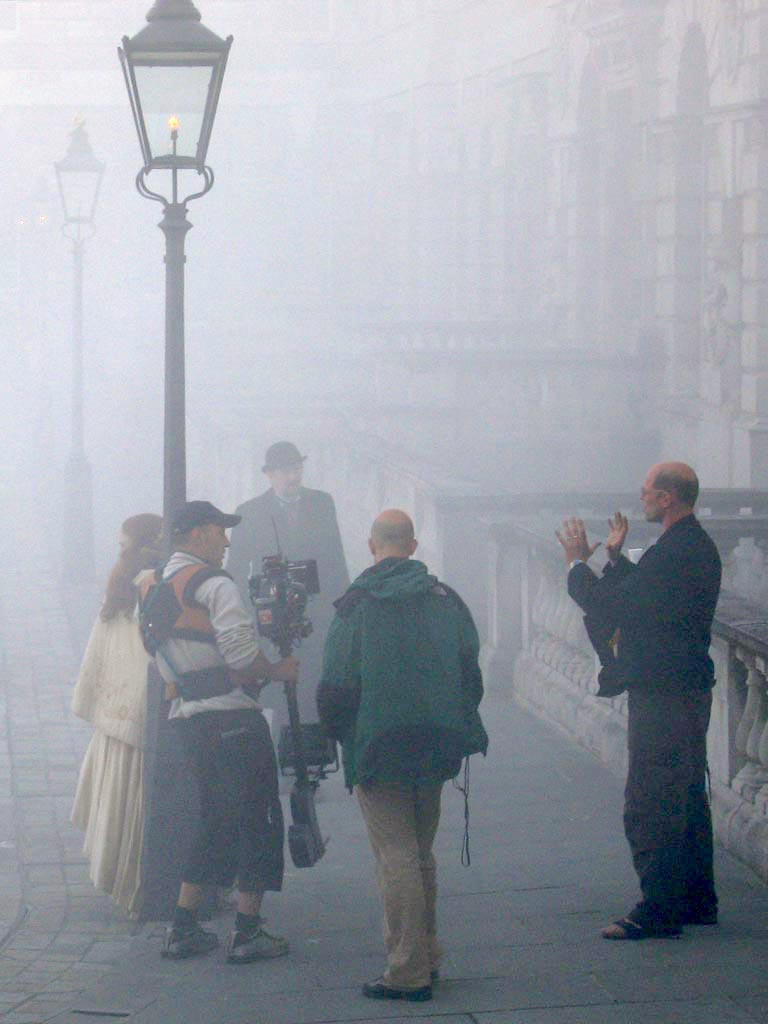
Un opérateur steadicam sur le tournage d'un téléfilm La Revanche de Sherlock Holmes.

Plusieurs plans ont apporté au steadicam sa renommée actuelle. Il s'agit principalement de plans-séquences :
- Rocky (1976) : la montée des marches en courant ; opérateur : Garrett Brown. Dans une vidéo démo, afin de présenter son invention, Brown avait filmé une séquence avec une comédienne au pas de course sur ces mêmes marches. À la vue de cette séquence, le futur réalisateur du film Rocky lui demanda où se situait cette montée de marches. C’est ainsi que Brown fut engagé pour tourner certaines séquences du film, et notamment cette course qui, sans lui, ne ferait pas partie du film[13].
- En route pour la gloire (Bound for Glory) (Hal Ashby, 1976) ; opérateur : Garrett Brown. Il s'agit du premier plan-séquence tourné avec le steadicam, qui dure environ quatre minutes. Le plan débute par un mouvement de grue (une Titan), qui donne une vue plongeante sur 900 figurants avec le steadicam porté par Garrett Brown, puis s'abaisse pour laisser Garrett marcher sur les pas de l'acteur principal, David Carradine, qui traverse la foule.
- Marathon Man (John Schlesinger, 1976) ; opérateur : Garrett Brown. Travellings suivant Dustin Hoffman dans ses courses à pied d’entraînement ou de fuite, traque jusque dans une salle de bain[14].
- The Shining (Stanley Kubrick, 1980) ; opérateur : Garrett Brown. Des plans d'anthologie qui confirment la fluidité des mouvements de l'appareil, comme les plans de suivi et les plans subjectifs du jeune Danny, lorsqu'il traverse l'hôtel sur son tricycle, et lorsque sa mère Wendy est pourchassée par Jack dans l'escalier, ou lors de la fameuse poursuite finale dans le labyrinthe.
- Coup de torchon (Bertrand Tavernier, 1981) ; la caméra suit régulièrement les acteurs dans leurs déplacements en "renforçant la dimension métaphysique du film"[15], en particulier Isabelle Huppert courant rejoindre Philippe Noiret à la fin du film.
- Das Boot (Wolfgang Petersen, 1981) : lors des alertes et attaques au sein du sous-marin allemand, l'excitation du moment est notamment rendue par un mouvement de caméra suivant l'équipage courant à travers les différents compartiments et leurs sas.
- Point Break (1991) de Kathryn Bigelow : fameuse séquence de la course entre le personnage de Johnny Utah Keanu Reeves et Bodhi Patrick Swayze, après l'avant-dernier braquage de banque. Tous les plans sont filmés au Steadicam pendant toute la durée de la poursuite.
- Brian De Palma utilise le steadicam avec brio, dans des plans-séquences complexes, notamment dans les films suivants :
  - Le bûcher des vanités (1990) : plan d'ouverture, où l'on suit le personnage de Peter Fallow (joué par Bruce Willis) dans les dédales des sous-sols d'un hôtel (opérateur : Larry McConkey)
  - L'Impasse (1993) : à la gare, lors de la scène finale, le plan se déroule entre le premier étage et le rez-de-chaussée, passant le long de l'escalator mécanique pour finir sa course en bas (opérateur : Larry McConkey)
  - Snake Eyes (1998) : il s'agit ici d'un faux plan-séquence de 12 min 30 s, qui regroupe en vérité dans la scène d'exposition huit plans successifs, dont certains sont filmés au Steadicam[16].
  - Mission to Mars (2000) : deux plans-séquences à la suite pour présenter les principaux protagonistes du film dans la scène d'introduction.
- Pulp Fiction (Quentin Tarantino, Palme d'or 1994) : longs plans aux basques de Jules (Samuel L. Jackson) et de Vincent (John Travolta), évoluant dans un dédale de couloirs avant d'arriver devant la porte d'un appartement.
- Les Affranchis (Martin Scorsese, 1990) : plan-séquence qui suit la progression de Henry Hill (Ray Liotta) et de son amie Karen (Lorraine Bracco) à l'intérieur d'un restaurant, en partant de la rue, en traversant les cuisines et en rejoignant leur table (opérateur : Larry McConkey).
- L'Arche russe (Aleksandr Sokurov, 2002) : le film est un unique plan-séquence de 96 minutes tourné au Steadicam, qui déambule à travers les couloirs du musée de l'Ermitage. Pour réaliser ce plan, Tilman Büttner, qui était chef-opérateur et opérateur Steadicam du film, a utilisé une caméra numérique haute-définition, qui permet l'enregistrement du film sur disque dur.
- L'opérateur Mathias Mesa et le réalisateur Gus Van Sant ont utilisé le Steadicam pour tourner la plupart des plans-séquences des films Gerry (2002), Elephant (2003) et Last Days (2005).
- The Magicians (Song Il-gon, 2005) : le film est un unique plan-séquence de 90 minutes tourné au Steadicam. La caméra se déplace dans plusieurs décors successifs à la suite des différents protagonistes, ceux-ci jouant à la manière d'une pièce de théâtre. Il s'agissait à l'origine d'un court-métrage en plan-séquence de 40 minutes dans le cadre d'un appel à projets du Festival international du film de Jeonju (Corée du Sud) ; le réalisateur a tourné une nouvelle version du film, longue de 90 min, en vue d'une sortie au cinéma en 2008.

## Autres utilisations
Dans le film Aliens, le retour de James Cameron (1986), les armes lourdes des Marines coloniaux sont des bras de Steadicam habilement détournés par les accessoiristes.